# Har Gerofit
Har Gerofit (hebreiska: הר גרופית) är ett berg i Israel.   Det ligger i distriktet Södra distriktet, i den södra delen av landet. Toppen på Har Gerofit är 539 meter över havet.
Terrängen runt Har Gerofit är platt västerut, men österut är den kuperad. Runt Har Gerofit är det ganska glesbefolkat, med 40 invånare per kvadratkilometer. Närmaste större samhälle är Newé H̱arif, 6,5 km norr om Har Gerofit. Trakten runt Har Gerofit är ofruktbar med lite eller ingen växtlighet.